# ATP Challenger Auckland
Der ATP Challenger Auckland (offiziell: Auckland Challenger) war ein Tennisturnier, das 1991 einmal in Auckland, Neuseeland, stattfand. Es gehörte zur ATP Challenger Tour und wurde in der Halle auf Hartplatz gespielt.

## Liste der Sieger

### Einzel
| Jahr | Sieger     | Finalgegner    | Ergebnis      |
| ---- | ---------- | -------------- | ------------- |
| 1991 | Simon Youl | Patrick Rafter | 3:6, 6:3, 6:1 |

### Doppel
| Jahr | Sieger                      | Finalgegner           | Ergebnis |
| ---- | --------------------------- | --------------------- | -------- |
| 1991 | Bruce Derlin Carl Limberger | David Adams Paul Hand | 6:4, 7:5 |